# Penarah
Penarah is een bestuurslaag in het regentschap Karimun van de provincie Riau-archipel, Indonesië. Penarah telt 1.328 inwoners (volkstelling 2010).